# Gillespie (Illinois)
Gillespie é uma cidade localizada no estado americano de Illinois, no Condado de Macoupin.

## Demografia
Segundo o censo americano de 2000, a sua população era de 3412 habitantes.
Em 2006, foi estimada uma população de 3241, um decréscimo de 171 (-5.0%).

## Geografia
De acordo com o United States Census Bureau tem uma área de
3,8 km², dos quais 3,8 km² cobertos por terra e 0,0 km² cobertos por água.

## Localidades na vizinhança
O diagrama seguinte representa as localidades num raio de 8 km ao redor de Gillespie.